# Buchenwaldgebiet Wilthen
Buchenwaldgebiet Wilthen este o arie protejată (arie specială de conservare — SAC, sit de importanță comunitară — SCI) din Germania întinsă pe o suprafață de 157 ha, integral pe uscat.

## Localizare
Centrul sitului Buchenwaldgebiet Wilthen este situat la coordonatele 51°05′21″N 14°21′45″E / 51.0892°N 14.3625°E.

## Înființare
Situl Buchenwaldgebiet Wilthen a fost declarat sit de importanță comunitară în iunie 2002 pentru a proteja 1 specie de animale. Situl a fost protejat și ca arie specială de conservare în aprilie 2011.

## Biodiversitate
Situată în ecoregiunea continentală, aria protejată conține 2 habitate naturale: Pante stâncoase silicioase cu vegetație casmofită, Păduri de fag Luzulo-Fagetum.
La baza desemnării sitului se află o specie protejată de  mamifere: liliac comun (Myotis myotis)